# Бандарі (футбольний клуб, Момбаса)
Футбольний клуб «Бандарі» або просто «Бандарі» (англ. Bandari Football Club) — професіональний кенійський футбольний клуб з міста Момбаса. Домашні матчі проводить на «Мбаракі» та Міському стадіоні Момбаси.

## Історія
З 1960 по 1978 рік виступав під назвою ЛАСКО, після цього виступав під назвою «Карго». У 1985 році цей клуб об'єднався з «Кенія Портс Ауториті» та утворив «Бандарі». У 1986 році вийшов у фінал кубку Кенії, проте поступився «Гор Магію» (гранд кенійського футболу вийшов до Кубку володарів кубків КАФ та виграв цей турнір). Виступав у Прем'єр-лізі, проте в сезоні 1997 року понизився в класі. У 1999 році команду було розформовано. У 2004 році команду відродили, вона швидко пройшла шлях з низів кенійського футболу до Прем'єр-ліги. У 2012 році виграв групу А Дивізіону 1. У 2017 та 2018 році став срібним призером Прем'єр-ліги, володарем суперкубку 2018 року, завдяки чому отримав можливість зіграти у кваліфікації Кубку конфедерацій.

## Досягнення
- Прем'єр-ліга Кенії
  -  Срібний призер (2): 2018, 2018/19

- Кубок президента Кенії
  -  Володар (2): 2015, 2019
  -  Фіналіст (1): 1986

- Суперкубок Кенії
  -  Фіналіст (1): 2016

## Статистика виступів на континентальних змаганнях
| Сезон   | Турнір                 | Раунд      | Клуб               | Вдома | На виїзді | Загалом     |
| ------- | ---------------------- | ---------- | ------------------ | ----- | --------- | ----------- |
| 2016    | Кубок конфедерації КАФ | Попередній | «Сен-Елуа Лупопо»  | 1-1   | 0-2       | 1-3         |
| 2019/20 | Кубок конфедерації КАФ | Попередній | «Аль-Аглі» (Шенді) | 0-0   | 1-1       | 1-1 (в. г.) |
| 2019/20 | Кубок конфедерації КАФ | 1          | «Бен Кардан»       | 2-0   | 1-2       | 3-2         |
| 2019/20 | Кубок конфедерації КАФ | Плей-оф    | «Гороя»            | 0-1   | 2-4       | 2-5         |